# Моруцан, Олимпиу
Олимпиу Василе Моруцан (рум. Olimpiu Vasile Moruțan; 25 апреля 1999, Клуж-Напока) — румынский футболист, полузащитник греческого клуба «Арис Салоники».

## Клубная карьера
Начал играть в футбол в клубе «Университатя» из родного города Клуж-Напока, в котором сыграл в 15 матчах Лиги 1 в сезоне 2015/16.
Моруцан присоединился к «Ботошани» в августе 2016 года, и дебютировал за новый клуб в Лиге 1 15 октября в матче против «Пандурия».
В начале апреля 2017 года сообщалось, что «Стяуа» и ПСВ были заинтересованы в приобретении 17-летнего полузащитника в летнее трансферное окно, а итальянская «Аталанта» также предложила 750.000 евро за игрока, но это предложение было отклонено его клубом.

## Карьера в сборной
13 июня 2017 года в возрасте 18 лет Моруцан дебютировал за молодежную сборную Румынии в матче отбора на молодежное Евро-2019 против Лихтенштейна (2:0).
11 октября 2021 года дебютировал за национальную сборную Румынии, заменив Александру Митрицэ в матче отбора на чемпионат мира 2022 против Армении (1:0).
20 ноября 2022 года забил дебютный гол за сборную в товарищеском матче против Молдовы (5:0).